# Liga Mistrzyń siatkarek (2023/2024) – kwalifikacje
Kwalifikacje do Ligi Mistrzyń 2023/2024 odbyły się w dniach 12 – 26 października 2023 roku. Wzięło w nich udział 8 drużyn.
Kwalifikacje składały się z dwóch rund eliminacyjnych. W obu rundach rywalizacja toczyła się w turniejach na zasadzie "każdy z każdym" po jednym meczu. Do fazy grupowej Ligi Mistrzyń awans uzyskały dwa zespoły. Drużyny, które nie awansowały do fazy grupowej Ligi Mistrzyń, miały prawo uczestniczyć w Pucharze CEV. 
Kwalifikacje do fazy grupowej Ligi Mistrzyń odbyły się po raz ósmy w historii tych rozgrywek.

## Drużyny uczestniczące
| Rk                                                                        | Federacja            | Klub                      |
| ------------------------------------------------------------------------- | -------------------- | ------------------------- |
| 9                                                                         | Czechy               | VK Královo Pole Brno (L1) |
| 14                                                                        | Chorwacja            | Mladost Zagrzeb (L1)      |
| 16                                                                        | Bośnia i Hercegowina | OK Gacko (L1)             |
| 19                                                                        | Rumunia              | CS Volei Alba Blaj (L1)   |
| 21                                                                        | Hiszpania            | CV Gran Canaria (L1)      |
| 22                                                                        | Belgia               | Asterix Avo Beveren (L1)  |
| 22                                                                        | Czarnogóra           | OK Herceg Novi (L1)       |
| 24                                                                        | Izrael               | Hapoel Kefar Sawa (L1)    |
| Legenda: Rk – miejsce w rankingu CEV Ln – n miejsce w mistrzostwach kraju |                      |                           |

## System rozgrywek
Kwalifikacje do fazy grupowej Ligi Mistrzyń 2023/2024 składały się z dwóch rund eliminacyjnych.
W 1. rundzie 8 uczestniczących drużyn zostało zgrupowanych w czterech koszykach na podstawie rankingu CEV. Rozlosowano dwie grupy eliminacyjne.
| Grupa I             | Grupa II             |
| ------------------- | -------------------- |
| Mladost Zagrzeb     | VK Královo Pole Brno |
| OK Gacko            | CS Volei Alba Blaj   |
| Asterix Avo Beveren | CV Gran Canaria      |
| OK Herceg Novi      | Hapoel Kefar Sawa    |

W 2. rundzie wzięły udział dwie najlepsze drużyny w grupach z 1. rundy. Cztery zespoły utworzyły jedną grupę według schematu:
| Grupa III              |
| ---------------------- |
| 1. miejsce w grupie I  |
| 1. miejsce w grupie II |
| 2. miejsce w grupie I  |
| 2. miejsce w grupie II |

Losowanie odbyło się 19 lipca 2023 roku w Broadcasting Center Europe w Luksemburgu.
W obu rundach rywalizacja toczyła się w turniejach na zasadzie "każdy z każdym" po jednym meczu. O awansie decydowała większa liczba zwycięstw, w dalszej kolejności większa ilość punktów meczowych, lepszy bilans setów, lepszy bilans małych punktów, wynik meczu bezpośredniego. Za zwycięstwo 3:0 lub 3:1 drużyna otrzymała 3 punkty, za zwycięstwo 3:2 – 2 punkty, za porażkę 2:3 – 1 punkt, natomiast za porażkę 1:3 lub 0:3 – 0 punktów.
Drużyny, które odpadły w 1. i 2. rundzie eliminacyjnej, uzyskały prawo gry w 1/16 finału Pucharu CEV.
Do fazy grupowej Ligi Mistrzów awans uzyskały dwie najlepsze drużyny z grupy III.

## Rozgrywki
Wszystkie godziny według czasu lokalnego.

### 1. runda
2. runda
     1/16 Pucharu CEV

#### Grupa I
Mecze w  Zagrzebiu
Tabela
| Lp. | Drużyna             | Mecze | Mecze   | Mecze   | Pkt | Sety | Sety | Sety  | Małe punkty | Małe punkty | Małe punkty |
| Lp. | Drużyna             | M     | W (3:2) | P (2:3) | Pkt | wyg. | prz. | ratio | zdob.       | str.        | ratio       |
| --- | ------------------- | ----- | ------- | ------- | --- | ---- | ---- | ----- | ----------- | ----------- | ----------- |
| 1   | Asterix Avo Beveren | 3     | 3 (1)   | 0 (0)   | 8   | 9    | 2    | 4.500 | 260         | 224         | 1.161       |
| 2   | Mladost Zagrzeb     | 3     | 2 (0)   | 1 (0)   | 6   | 6    | 4    | 1.500 | 239         | 217         | 1.101       |
| 3   | OK Herceg Novi      | 3     | 1 (0)   | 2 (1)   | 4   | 5    | 7    | 0.714 | 251         | 263         | 0.954       |
| 4   | OK Gacko            | 3     | 0 (0)   | 3 (0)   | 0   | 2    | 9    | 0.222 | 224         | 270         | 0.830       |

Źródło: CEV (ang.)
Punktacja: 3:0 i 3:1 – 3 pkt; 3:2 – 2 pkt; 2:3 – 1 pkt; 1:3 i 0:3 – 0 pkt
Zasady ustalania kolejności: 1. liczba zwycięstw; 2. liczba punktów; 3. stosunek setów; 4. stosunek małych punktów; 5. bilans w bezpośrednich meczach
Wyniki spotkań
| Data       | Godz. | Drużyna 1           | Wynik | Drużyna 2           | 1     | 2     | 3     | 4     | 5     | Widzów | *      |
| ---------- | ----- | ------------------- | ----- | ------------------- | ----- | ----- | ----- | ----- | ----- | ------ | ------ |
| 12.10.2023 | 17:00 | OK Gacko            | 0:3   | Asterix Avo Beveren | 20:25 | 24:26 | 12:25 |       |       | 35     | raport |
| 12.10.2023 | 20:00 | Mladost Zagrzeb     | 3:0   | OK Herceg Novi      | 25:17 | 25:17 | 25:19 |       |       | 170    | raport |
| 13.10.2023 | 17:00 | OK Gacko            | 1:3   | OK Herceg Novi      | 19:25 | 25:23 | 20:25 | 20:25 |       | 40     | raport |
| 13.10.2023 | 20:00 | Asterix Avo Beveren | 3:0   | Mladost Zagrzeb     | 30:28 | 25:19 | 25:21 |       |       | 305    | raport |
| 14.10.2023 | 17:00 | OK Herceg Novi      | 2:3   | Asterix Avo Beveren | 19:25 | 25:20 | 19:25 | 25:19 | 12:15 | 55     | raport |
| 14.10.2023 | 20:00 | Mladost Zagrzeb     | 3:1   | OK Gacko            | 21:25 | 25:21 | 25:17 | 25:21 |       | 135    | raport |

#### Grupa II
Mecze w  Brnie
Tabela
| Lp. | Drużyna              | Mecze | Mecze   | Mecze   | Pkt | Sety | Sety | Sety  | Małe punkty | Małe punkty | Małe punkty |
| Lp. | Drużyna              | M     | W (3:2) | P (2:3) | Pkt | wyg. | prz. | ratio | zdob.       | str.        | ratio       |
| --- | -------------------- | ----- | ------- | ------- | --- | ---- | ---- | ----- | ----------- | ----------- | ----------- |
| 1   | CS Volei Alba Blaj   | 3     | 3 (0)   | 0 (0)   | 9   | 9    | 1    | 9.000 | 248         | 129         | 1.922       |
| 2   | VK Královo Pole Brno | 3     | 2 (1)   | 1 (0)   | 5   | 7    | 5    | 1.400 | 253         | 200         | 1.265       |
| 3   | CV Gran Canaria      | 3     | 1 (0)   | 2 (1)   | 4   | 5    | 6    | 0.833 | 234         | 181         | 1.293       |
| 4   | Hapoel Kefar Sawa    | 3     | 0 (0)   | 3 (0)   | 0   | 0    | 9    | 0.000 | 0           | 225         | 0.000       |

Źródło: CEV (ang.)
Punktacja: 3:0 i 3:1 – 3 pkt; 3:2 – 2 pkt; 2:3 – 1 pkt; 1:3 i 0:3 – 0 pkt
Zasady ustalania kolejności: 1. liczba zwycięstw; 2. liczba punktów; 3. stosunek setów; 4. stosunek małych punktów; 5. bilans w bezpośrednich meczach
Wyniki spotkań
| Data | Godz. | Drużyna 1            | Wynik | Drużyna 2            | 1     | 2     | 3     | 4     | 5    | Widzów | *      |
| --- | ----- | -------------------- | ----- | -------------------- | ----- | ----- | ----- | ----- | ---- | ------ | ------ |
| 10.10.2023 | 15:00 | CS Volei Alba Blaj   | 3:0   | CV Gran Canaria      | 25:23 | 25:16 | 25:18 |       |      | 50     | raport |
| 10.10.2023 | 19:00 | VK Královo Pole Brno | 3:0   | Hapoel Kefar Sawa    | 25:0  | 25:0  | 25:0  |       |      | 0      | raport |
| 11.10.2023 | 15:00 | CS Volei Alba Blaj   | 3:0   | Hapoel Kefar Sawa    | 25:0  | 25:0  | 25:0  |       |      | 0      | raport |
| 11.10.2023 | 18:00 | CV Gran Canaria      | 2:3   | VK Královo Pole Brno | 25:16 | 18:25 | 27:25 | 23:25 | 9:15 | 550    | raport |
| 12.10.2023 | 19:00 | Hapoel Kefar Sawa    | 0:3   | CV Gran Canaria      | 0:25  | 0:25  | 0:25  |       |      | 0      | raport |
| 12.10.2023 | 16:00 | VK Královo Pole Brno | 1:3   | CS Volei Alba Blaj   | 25:23 | 11:25 | 21:25 | 15:25 |      | 250    | raport |
| Z powodu decyzji rządu Izraela w związku z wojną z Hamasem, drużyna Hapoel Kefar Sawa nie mogła dotrzeć do Czech i wziąć udziału w turnieju; jej przeciwnikom przyznano walkowery. |       |                      |       |                      |       |       |       |       |      |        |        |

### 2. runda
Faza grupowa Ligi Mistrzyń
     1/16 Pucharu CEV

#### Grupa III
Mecze w  Blaju
Tabela
| Lp. | Drużyna              | Mecze | Mecze   | Mecze   | Pkt | Sety | Sety | Sety  | Małe punkty | Małe punkty | Małe punkty |
| Lp. | Drużyna              | M     | W (3:2) | P (2:3) | Pkt | wyg. | prz. | ratio | zdob.       | str.        | ratio       |
| --- | -------------------- | ----- | ------- | ------- | --- | ---- | ---- | ----- | ----------- | ----------- | ----------- |
| 1   | Asterix Avo Beveren  | 3     | 3 (1)   | 0 (0)   | 8   | 9    | 2    | 4.500 | 260         | 193         | 1.347       |
| 2   | CS Volei Alba Blaj   | 3     | 2 (1)   | 1 (0)   | 5   | 6    | 6    | 1.000 | 268         | 255         | 1.051       |
| 3   | Mladost Zagrzeb      | 3     | 1 (0)   | 2 (2)   | 5   | 7    | 6    | 1.167 | 269         | 271         | 0.993       |
| 4   | VK Královo Pole Brno | 3     | 0 (0)   | 3 (0)   | 0   | 1    | 9    | 0.111 | 169         | 247         | 0.684       |

Źródło: CEV (ang.)
Punktacja: 3:0 i 3:1 – 3 pkt; 3:2 – 2 pkt; 2:3 – 1 pkt; 1:3 i 0:3 – 0 pkt
Zasady ustalania kolejności: 1. liczba zwycięstw; 2. liczba punktów; 3. stosunek setów; 4. stosunek małych punktów; 5. bilans w bezpośrednich meczach
Wyniki spotkań
| Data       | Godz. | Drużyna 1            | Wynik | Drużyna 2            | 1     | 2     | 3     | 4     | 5     | Widzów | *      |
| ---------- | ----- | -------------------- | ----- | -------------------- | ----- | ----- | ----- | ----- | ----- | ------ | ------ |
| 24.10.2023 | 16:00 | Asterix Avo Beveren  | 3:2   | Mladost Zagrzeb      | 25:19 | 21:25 | 25:13 | 24:26 | 15:9  | 230    | raport |
| 24.10.2023 | 19:00 | CS Volei Alba Blaj   | 3:1   | VK Královo Pole Brno | 22:25 | 25:23 | 25:16 | 25:14 |       | 1100   | raport |
| 25.10.2023 | 16:00 | Asterix Avo Beveren  | 3:0   | VK Královo Pole Brno | 25:11 | 25:14 | 25:17 |       |       | 200    | raport |
| 25.10.2023 | 19:00 | Mladost Zagrzeb      | 2:3   | CS Volei Alba Blaj   | 25:21 | 21:25 | 28:26 | 15:25 | 13:15 | 1170   | raport |
| 26.10.2023 | 16:00 | VK Královo Pole Brno | 0:3   | Mladost Zagrzeb      | 15:25 | 17:25 | 17:25 |       |       | 150    | raport |
| 26.10.2023 | 19:00 | CS Volei Alba Blaj   | 0:3   | Asterix Avo Beveren  | 20:25 | 20:25 | 19:25 |       |       | 1280   | raport |

## Drużyny zakwalifikowane
| Grupa D             | Grupa E            |
| ------------------- | ------------------ |
| Asterix Avo Beveren | CS Volei Alba Blaj |